# 세토우치 자쿠초

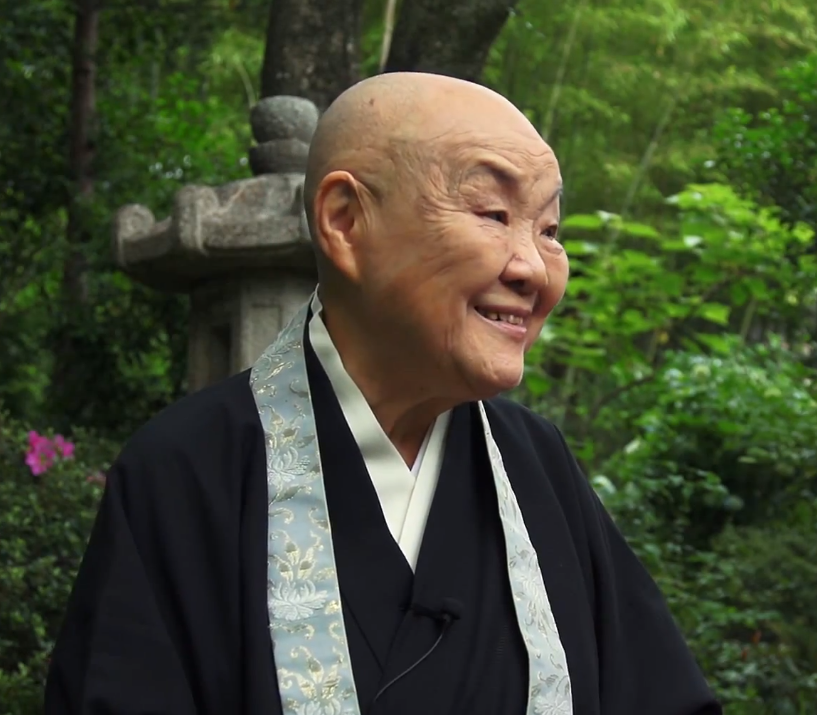
세토우치 자쿠초

세토우치 자쿠초(일본어: 瀬戸内寂聴, 1922년 5월 15일~2021년 11월 9일)는 일본의 소설가이자 승려이다.
승위는 권승정. 1997년에 문화공로자로 선정되고, 2006년에는 문화훈장을 받았다. 도쿠시마 현립 고등여학교를 졸업하고 도쿄 여자대학 국어전공을 졸업했다. 2007년 8월 11일에 관장으로 있는 도쿠시마 현립 문학서도관에서의 강연에서 오른쪽 눈이 보이지 않게 된 것을 밝혔다. 본명이자 펜네임으로 쓰던 이름은 세토우치 하루미(瀬戸内晴美).

## 약력
도쿠시마현 도쿠시마시에서 불단점을 운영하던 세토우치 가에서 태어났다.
도쿄 여자대학 재학 중에 결혼하여 남편의 임지 베이징으로 동행했다가 1946년에 귀국했다. 그러나 남편이 가르치던 제자와 사랑에 빠져, 남편과 장녀를 두고 집을 나간다. 이후 정식으로 이혼한 뒤 도쿄로 가 본격적으로 소설가를 목표로 하였다.
미타니 하루미(三谷晴美)라는 펜네임으로 소녀소설이나 동화를 쓰고이었으나, 1956년에 첫 작품 《여대생 곡애령》(女子大生・曲愛玲)으로 신조 동인잡지상을 수상해 등단했다. 그러나 수상한 작품 하나인 《화심》(花芯)이 포르노 소설이라는 비판에 노출되어 ‘자궁작가’로까지 불리게 된다. 1959년부터는 동인지 《무명지》(無名誌)에 다무라 도시코(田村俊子)라는 이름으로 연재를 시작했고, 도쿄 신문에도 첫 장편 소설 《여자의 바다》(女の海)를 연재했다. 이 시기에 불륜 체험을 그린 《여름의 마지막》(夏の終り)으로 1963년 여류문학상을 수상해 작가로서의 위치를 굳건히했다. 1992년에는 《꽃에게 물어》(花に問え)로 다니자키 준이치로 상을 수상했다. 《겐지모노가타리》의 해석으로도 이름이 알려져 있다.
1973년에 출가하여 천태종 비구니로도 잘 알려져 있다.
2021년 11월 9일 심부전으로 사망하였다.